# Kaštel Lukšić
Kaštel Lukšić (olaszul: Castel Vitturi) Kaštela városrésze, egykor a hét településből álló Kaštela község egyik, nyugatról a negyedik települése Horvátországban Split-Dalmácia megyében.

## Fekvése
Splittől légvonalban 8, közúton 17 km-re északnyugatra, Trogirtól 11 km-re északkeletre, Dalmácia középső részén, a Kaštelai-öbölben, Trogir és Split városa között fekszik. Fő forgalmi ütőere a ma Franjo Tuđman egykori horvát elnök nevét viselő régi kaštelai főút, mely tulajdonképpen a Marmont marsall idejében épített spliti főút egy szakasza.

## Története
A település területén az első ismert nép az illírek voltak. Ezt bizonyítják az itt talált vármaradványok és halomsírok, melyek közül a legjelentősebb a Kozjak-hegység 631 méter magas Biranj nevű magaslata. A csúcs körül körben falmaradványok látszanak, melyek egy ősi illír erődített település maradványai. A rómaiak itteni jelenlétéről is számos régészeti lelet tanúskodik, különösen az 1983-ban feltárt majuri leletek. A horvátok a 7. században telepedtek meg itt a Kozjak-hegység alatt és hozták létre első településeiket. Közülük a legjelentősebb Ostrog volt, melyből mára az Ostrožine elnevezés maradt. Ostrogot földbirtokként említi először a 11. században Zvonimir király oklevele. Településként 1171-ben említik először. Lakossága a 15. században menekült el a török támadások elől. Akkor a Kozjak-hegységtől a tengerig húzódó terület szinte teljesen kiürült. A menekültek új házaikat Rušinić várának közelében építették fel, melyet Mihovil Rušinić (Rosani) 1482-ben kezdett építeni, de néhány család a tengeren is átkelt és a közeli Čiovo szigetén telepedett le. A vár körül letelepedett ostrogiak számára a Rušinićok felépítették a Keresztelő Szent János-templomot. A Rušinić körüli település a 17. század közepéig maradt fenn, amikor a török veszély hatására kiürült. Lakói és uraik a Rušinićok Lukšić közelébe települtek át. Lukšić várát birtokaik és vagyonuk védelmére 1487-ben kezdte építeni egy trogiri testvérpár Nicolo és Girolamo Vitturi. Végső formáját csak 1564-ben történt befejezésekor nyerte el. A Vitturi család első itteni Giacopo nevű tagja, a horvát történész Iban Lučić szerint 1213-ban érkezett Velencéből Trogirba, ahol feleségül vette gazdag Dobrila Cegát, majd utódaik házasság révén rokonságba kerültek más gazdag trogiri családokkal. A várat és a körülötte fekvő falut a nép kezdte Lukšićnak nevezni valószínűleg a 14. században élt Lukši Vitturi neve után. A család utolsó férfitagja Francesco Vitturi 1678-ban halt meg. Lánytestvére Katarina 1650-ben a brači Girolamo Michielihez ment nőül, így jött létre az új trogiri nemesi család a Michieli-Vitturi, mely a 18. századra már a legbefolyásosabb trogiri családok közé tartozott. Tagjai magas funkciókat töltöttek be a velencei katonai és közigazgatásban. A vár körüli lakosság a középkori Ostrog lakóin kívül a Kambelovachoz tartozó Kruševikról elmenekült népességből származott. Eredeti plébániájuk Ostrogon volt, melynek temploma Szent Lőrinc tiszteletére volt szentelve. A lakosság áttelepülésével a plébánia székhelye is áthelyeződött előbb a rušinići Keresztelő Szent János-templomba, majd az 1530-ban felépített Mária mennybevétele templomba. Ehelyett építették fel 1776 és 1817 között a késő barokk, azonos titulusú új plébániatemplomot. A település első iskoláját 1846-ban alapították olasz tannyelvű iskolaként. 1850-ben már négyosztályos iskolaként működött. A megnövekedett tanulói létszám miatt 1899-ben új iskolaépületet emeltek, majd 1958-ban az osztályok átköltöztek a Vitturi várkastélyba. Tizennyolc év múltán 1976-ban létesült az az épület, melyben ma az iskola működik. 1797-ben a Velencei Köztársaság megszűnésével a település a Habsburg Birodalom része lett. 1806-ban Napóleon csapatai foglalták el és 1813-ig francia uralom alatt állt. A francia uralom idejére esik a Trogirt Kaštelán keresztül Split városával összekötő főút építése. Napóleon bukása után ismét Habsburg uralom következett, mely az I. világháború végéig tartott. A városnak 1857-ben 867, 1910-ben 1164 lakosa volt. Az I. világháború után rövid ideig az Olasz Királyság, ezután a Szerb-Horvát-Szlovén Királyság, majd Jugoszlávia része lett. A II. világháború idején olasz csapatok szállták meg. A háború után a szocialista Jugoszlávia része lett. Fejlődött az ipar és a mezőgazdaság, mely sok betelepülőt vonzott. 1986-ban megalakult Kaštela község, majd a független horvát állam létrejötte után Kaštela városi rangot kapott és Kaštel Lukšić önálló településből a város része lett. Lakossága 2011-ben 5425 fő volt.

## Lakosság
| Lakosság változása | Lakosság változása | Lakosság változása | Lakosság változása | Lakosság változása | Lakosság változása | Lakosság változása | Lakosság változása | Lakosság változása | Lakosság változása | Lakosság változása | Lakosság változása | Lakosság változása | Lakosság változása | Lakosság változása | Lakosság változása |
| ------------------ | ------------------ | ------------------ | ------------------ | ------------------ | ------------------ | ------------------ | ------------------ | ------------------ | ------------------ | ------------------ | ------------------ | ------------------ | ------------------ | ------------------ | ------------------ |
| 1857               | 1869               | 1880               | 1890               | 1900               | 1910               | 1921               | 1931               | 1948               | 1953               | 1961               | 1971               | 1981               | 1991               | 2001               | 2011               |
| 867                | 1.000              | 962                | 1.074              | 1.169              | 1.164              | 1.236              | 1.218              | 1.213              | 1.331              | 1.467              | 2.242              | 3.578              | 4.193              | 4.880              | 5.425              |

## Nevezetességei
- Lukšić várát[6] két trogiri nemes Niccolò és Girolamo Vitturi építtette, miután 1487-ben engedélyt kaptak a dózsétól, hogy családjuk védelmére saját költségükön a tenger mellett várat építsenek. A vár végül fényűző reneszánsz palotaként épült fel, így befejezése 1564-ig tolódott. Az építés befejezéséről a belső udvar galériáján elhelyezett latin nyelvű tábla emlékezik meg. A vár tornyos védőfalakkal kerített belső udvarból és a déli oldalon épített kétemeletes palotából áll. A második emeleten a falakat reneszánsz ablakok, balkonok díszítik. Az első emeleten kisebb, négyszögletes ablakok láthatók, míg a földszinten a déli homlokzat közepén volt a tengeri kapu, melynél hajók is kiköthettek. Déli oldala a tenger felől védett volt, a többi oldalán a tenger vizével elárasztott árok húzódott, melyen felvonóhíd vezetett át. Ezt 1648, Klissza visszafoglalása után a velenceiek kőhíddal helyettesítették, majd később az árkot teljesen feltöltötték. A Michieli-Vitturi család 1943-ig élt a várban, majd a háború után mezőgazdasági iskola és gyermeküdülő működött benne. 1958 és 1976 között itt volt elhelyezve az alapiskola is. Az épületet 1993 és 2001-között teljesen felújították. Ma ebben az épületben működik Kaštela város múzeuma, a városi turisztikai iroda és más kulturális intézmények. Gyakran rendeznek benne koncerteket, kiállításokat, színházi előadásokat.
- A közelben a település másik erődített kastélya a Rušinić családé,[7] melyhez egy tragikus szerelem története fűződik. A 17. századi horvát Rómeó és Júlia Miljenko és Dobrila története itt játszódik. Az itteni Júliát Dobrilának hívták és a Vitturi-várkastélyban lakott, míg Rómeó megfelelője Miljenko Rosani várkastélyában, népies nevén Rušinićban. A történet két ellenséges családról szól, akiknek gyermekei egymásba szerettek és összeházasodtak. Az esküvő után Dobrila apja megölte a vejét, majd néhány hónappal később Dobrila is megbetegedett bánatában és meghalt. Utolsó kívánsága az volt, hogy Miljenkóval egy sírban a Szent János-templomban nyugodhasson. A 16. századi kis templom ma is ott áll a rušinići várkastély közelében. Harangja ma is a szerelmesekért szól. Sírkőlapjukon ez a felirat áll: "Pokoj ljubovnikom" (nyugodj szerelmeddel).[2]

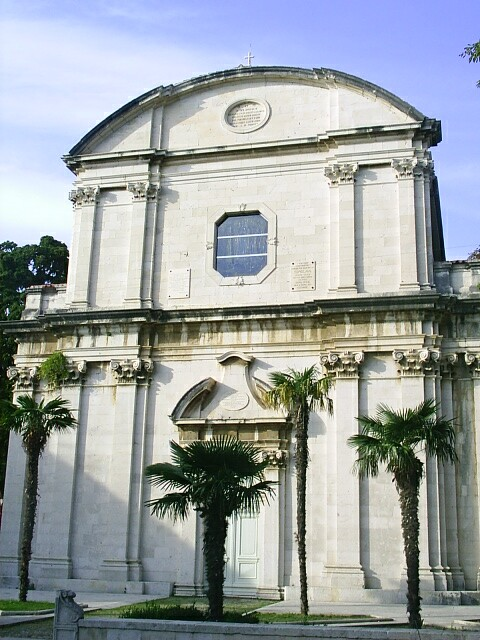
A barokk plébániatemplom

- Szűz Mária mennybevétele tiszteletére szentelt plébániatemploma 1776 és 1817 között épült késő barokk stílusban a Vitturi család által adományozott földterületen. 36 méter magas harangtornyát 1836-ban építették. A templomnak hét barokk márvány oltára van. A félköríves apszisban áll a 15. századi fából faragott, ezüsttel borított főoltár Mária mennybevitelének képével. A hagyomány szerint a képet Ostrogtról hozták át. Az oltárok közül kiemelkedik még művészeti értékével a Szent Arnir oltár, mely Juraj Dalmatinac munkája 1445-ből. A szarkofágfedélen Szent Arnir alakja látható előlapján a szent megkövezésének ábrázolásával. A szent ereklyéit tartalmazó szarkofág a spliti Szent Eufémia bazilikából származik, ahonnan 1835-ben vásárolta meg és ajándékozta a templomnak a Micheli-Vitturi család. A szembemiséző oltár nem más, mint egy ókeresztény szarkofág, mely eredetileg a kaštel gomilici Szent Kozma és Damján templomban állt. Kaštel Rušinac tulajdonosa Milivoj Grgin professzor és felesége 1975-ben adományozta a templomnak.[2]
- Szűz Mária mennybevétele tiszteletére szentelt régi plébániatemploma[8] 1530-ban épült. Északi oldalán a sekrestye, a déli oldalon a Szent Rókus-kápolna van hozzáépítve. A templomon belül és körülötte is sírok találhatók. 1984-ben teljesen megújították. Több barokk oltára van, melyek közül az apszisban álló főoltáron Szűz Mária alakja látható. A Szent Rókus-kápolna és a vele szemben található kis kápolna falait reneszánsz freskók borítják.[2]
- A rušinici Keresztelő Szent János-templomot[9] a Rušinić család építtette faragott kövekből. Pontos építési ideje nem ismert, de nagy valószínűséggel a 15. század végén épült. Homlokzatán nyolcágú rozetta látható. Egyhajós épület négyszög alaprajzú apszissal. 1530-ig a település plébániatemploma volt. Nevezetessége egy szerencsétlenül elhunyt mátkapár Miljenko és Doblrila síremléke 1690-ből.[2]
- Az ostrogi Szent Lőrinc-templom[10] építési ideje nem ismert. A település első említésekor 1171-ben már állt. Egykor plébániatemplom volt körülötte a falu temetőjével. Története során többször is megrongálódott, de mindig újjáépítették. Félköríves apszisa van, falai kívül-belül vakoltak. Harangtornyában egy harang látható.[2]
- A Lourdes-i Szűzanya templomot 1904-ben faragott kövekből építették a Dračine nevű településrészen az Ostrogra és Biranjra vezető út mellé. A nép Dračini Miasszonyunk templomnak nevezi. A bejárat feletti tábla a templom építéséről és arról emlékezik meg, hogy a templomot a Szeplőtelen fogantatás dogmájának kihirdetése ötvenedik évfordulójára építették. Négyszög alaprajzú apszisában állt az egyetlen oltára. Harangtornyában két harang található.[2]
- A buručei temetőben áll az 1980 és 1982 között épített Mindenszentek-kápolna.
- A Szent Rókus úti kápolnát a lukšićiak fogadalomból építették az 1855-ös kolerajárványtól való megmenekülésük után.[2]
- Lukšićon két nevezetes kert is található. A klasszicista Vitturi-kertet[11] a 18. század második felében telepítették a Vitturi-vártól keletre a kikötő közelében. Területe 7450 m² és ritka dalmát növényi kultúrája miatt 1968-ban védett parképítészeti emlékké nyilvánították. A másik kert az Ostrogi botanikus kert gazdag növényvilága miatt szintén védett terület. Több mint 1400 növényfaj található benne a világ minden részéről, főként a szubtrópusi, mediterrán övezetekből. 45 féle olajfából álló gyűjteménye a leggazdagabb ilyen botanikai gyűjtemény az országban.

## Fordítás
- Ez a szócikk részben vagy egészben  a   Kaštela című horvát Wikipédia-szócikk ezen változatának fordításán alapul.  Az eredeti cikk szerkesztőit annak laptörténete sorolja fel. Ez a jelzés csupán a megfogalmazás eredetét és a szerzői jogokat jelzi, nem szolgál a cikkben szereplő információk forrásmegjelöléseként.
- Ez a szócikk részben vagy egészben  a   Kaštel Vitturi című horvát Wikipédia-szócikk ezen változatának fordításán alapul.  Az eredeti cikk szerkesztőit annak laptörténete sorolja fel. Ez a jelzés csupán a megfogalmazás eredetét és a szerzői jogokat jelzi, nem szolgál a cikkben szereplő információk forrásmegjelöléseként.